# Сирене
Сирене (грч. Σειρῆνες (множ), Σειρήν (једн)) су мистериозне нимфе Најаде које имају женску главу, а птичје тело.
Познате су по неодољивој песми због које је и Одисеј имао потешкоћа. Римски песници су их сместили на нека мала острва која се зову Сиренум скопули. У неким каснијим, рационализованим традицијама, дословна географија „цветног“ острва Антемоса, или Антемуса, је фиксирана: понекад на рту Пелорум, а понекад на острвима познатим као Сиренус, близу Пестума, или у Каприма. Све такве локације биле су окружене литицама и стенама.

## Карактеристике
У раној грчкој уметности Сирене су приказиване као птице с великим главама и ногама, а каткад и с лављом гривом. После су приказиване као жене с птичјим ногама али и с крилима или без њих. Такође су и приказиване како свирају неки инструмент, најчешће харфу.
После су Сирене почеле бити приказиване као прекрасне жене чија су и тела и глас били заводљиви или као полужене и полурибе, што је данашње значење Сирена, често приказивано у популарној култури. У доста језика је реч за Сирену (сам српски, а и шпански, француски, италијански, пољски, португалски...) једнака речи за полужену и полурибу (енгл. mermaid) што доприноси смутњи.

## Митологија
Сирене су живеле на острву званом Sirenum scopuli или на другим острвима, зависно о верзијама мита, а острва су била окружена камењем и стенама. Сирене су певале своју неодољиву и очаравајућу песму што је узроковало поморце да плове према литицама и доживе бродолом.
Сирене су биле Ахелојеве кћери с Терписхором/Мелпоменом/Стеропом или пак Форкисове, према Вергилију и Овидију. Хомер не говори ништа о њихову броју, али су каснији писци спомињали од две до пет Сирена.
Према неким верзијама мита, а такође и у Овидијевим Метаморфозама биле су Перзефонине дружице које је Деметра претворила у чудовишна створења након што нису реаговале кад је Хад отео њену кћер Перзефону.
Једна верзија мита доноси да је Хера наговорила Сирене да се натичу у певању с Музама. Музе су победиле, а потом су очерупале пера Сирена и од њих направиле круне.

### Виђења
Одисеј је, како дознајемо у Хомеровој Одисеји, побегао сиренама. Након путовања у Хад опет се вратио на Киркино острво, а Кирка га је упозорила на Сирене које би га могле уништити али му је саветовала да или зачепи уши или, ако баш мора чути њихов пев, буде привезан за јарбол, тако да не може следити звук и тако постати неповратно изгубљен. Потом су кренули с Киркиног острва.
Његови људи су зачепили уши воском, а он им је заповедио да игноришу његова запомагања. Он сâм био је привезан за јарбол - из знатижеље је желео да чује песму, а суборцима је рекао како му је Кирка казала да је мора чути. Тако су успели да прођу поред Сирена.
Јасона је упозорио кентаур Хирон да ће Орфеј бити нужан у аргонаутском путовању. Наиме, кад су зачули пев Сирена, Орфеј је узео своју лиру и свирао још лепше од Сирена, заглушујући њихове гласове. Један члан посаде је ипак чуо песму и скочио у море, али га је спасла Афродита. Након што је брод успешно прошао поред Сирена, оне су се саме побацале у море.

## Иконографија
Сирене грчке митологије први пут су се појавиле у Хомеровој Одисеји, где Хомер није дао никакве физичке описе, а њихов визуелни изглед препуштен је машти читалаца. Управо је Аполоније са Родоса у Аргонаутици (3. век пне) описао сирене написмено као делимично жену, а делом птицу. До 7. века пре нове ере сирене су се редовно приказивале у уметности као птице са људском главом. Могуће је да су уметници били под утицајем ба-птице египатске религије. У раној грчкој уметности сирене су углавном биле представљене као велике птице са женским главама, птичјим перјем и љускавим стопалима. Каснији прикази су се променили да приказују сирене са људским горњим делом тела и птичјим ногама, са или без крила. Често су приказиване како свирају на разним музичким инструментима, посебно на лири, китари и аулосу.
Византијски речник Суда из десетог века наводи да су сирене (грч. Σειρῆνας) имале облик врабаца од прса нагоре, а испод су биле жене или, алтернативно, да су биле мале птице са женским лицима.
Првобитно су сирене приказиване као мушке или женске, али је мушка сирена нестала из уметности око петог века пре нове ере.

### Сирене као морске виле
Сирене се често користе као синоним за морске виле и приказују се са горњим делом људског тела и рибљим реповима. Ова комбинација је постала иконска у средњовековном периоду, али су неки преживели примери из класичног периода већ приказивали сирену као морску вилу. Сирене су приказане као морске виле или „тритонке“ у примерима који датирају из 3. века п. н. е., укључујући земљану чинију пронађену у Атини и теракоту уљану лампу вероватно из римског периода.
Прва позната књижевна потврда сирене као „морске виле“ појавила се у англо-латинском каталогу Liber Monstrorum (почетак 8. века), где се каже да су сирене „морске девојке... са телом девојке, али имају љускаве рибље репове“.
Опис сирене налик птицама задржан је у латинској верзији дела Physiologus (6. век) и низу каснијих бестијарија у 13. веку, или током неког периода у међувремену. Рани пример је Бернски Физиолог из средине 9. века који је илустровао сирену као жену-рибу, иако је то било у супротности са пратећим текстом. There also appeared medieval works that conflated sirens with mermaids while citing Physiologus as their source.
Илустровање сирене као морске виле (често држи рибу јегуљу, уместо музичког инструмента) постало је уобичајено у бестијаријума „друге фамилије“, који су укључивали најстарији кодекс у групи, који датира с краја 12. века.
Алтернативно, сирена је понекад била нацртана као хибрид са доњим делом тела налик риби и крилима и стопалима налик птицама. У бестијаријуму Гијома ле клерка (1210. или 11.) о Сирини се говори као о „у облику рибе или птице“.